# Southey
Southey es un pueblo canadiense situado en la provincia de Saskatchewan.

## Superficie
Southey tiene una superficie de 1,56 km².

## Demografía
En 2021, tenía 832 habitantes, una densidad poblacional de 532,9 hab./km², y 356 viviendas.